# あいかわ自然ネットワーク
あいかわ自然ネットワーク（あいかわしぜんネットワーク）は、1999年に、神奈川県愛甲郡愛川町に発足した環境市民団体。

## 目的
愛川町の美しい自然を守り、子や孫の世代に引ぎ継ぐために、相互に連帯し、次の事柄に取り組む。 
- 相互に学習[4]、研鎖と情報交換に勤め、環境意識を高める。
- 環境に優しいライフスタイルを日常生活の場で実践する。
- 自然と共に生きるまちづくりに向けた発信に努め、共鳴の輪を広げる。

## 沿革・活動
- 1999年（平成11年）5月 - 発足
- 2001年（平成13年）8月 - 尾山耕地で水生生物の観察。
- 2013年（平成25年）2月 - 環境省全国モニタリング1000里地調査の一環として[5]山耕地(愛川町八菅山)のヤマアカガエルの卵塊調査。
- 2015年（平成27年3月1日） - 生物多様性の現況把握と地域の生態系保全に貢献したとして環境省生物多様性センター及び日本自然保護協会から表彰される。